# Бавиаансклооф (заповедник)
Заповедник Бавиаансклооф — это охраняемая природная территория в Восточно-Капской провинции, ЮАР.

## Описание
Бавиаансклооф (в переводе с голландского «Долина бабуинов») находится между горными хребтами Бавиаансклооф и Кога. Самая восточная точка долины находится примерно в 95 км к северо-западу от прибрежного города Гцгебеха (до 2021 года Порт-Элизабет).
Территория Бавиаансклооф включает в себя группу официальных охраняемых территорий, управляемых Советом по паркам Восточно-Капской провинции, общей площадью около 500 000 гектаров (1 200 000 акров). Из которых наиболее известным является природный заповедник Бавиаансклооф площадью 184 385 га — третий по величине охраняемый район в Южной Африке. Лесной заповедник Бавиаансклооф был основан в 1920 году. Он также включает в себя природные заповедники Грендаль и Формоза и частично частные владения.
Район Бавиаансклооф отличается выдающейся природной красотой, благодаря живописному рельефу, разнообразию растений и животных. С 2004 года этот район является частью Капского флористического региона, внесенного в список Всемирного наследия ЮНЕСКО.